# Política exterior de Venezuela

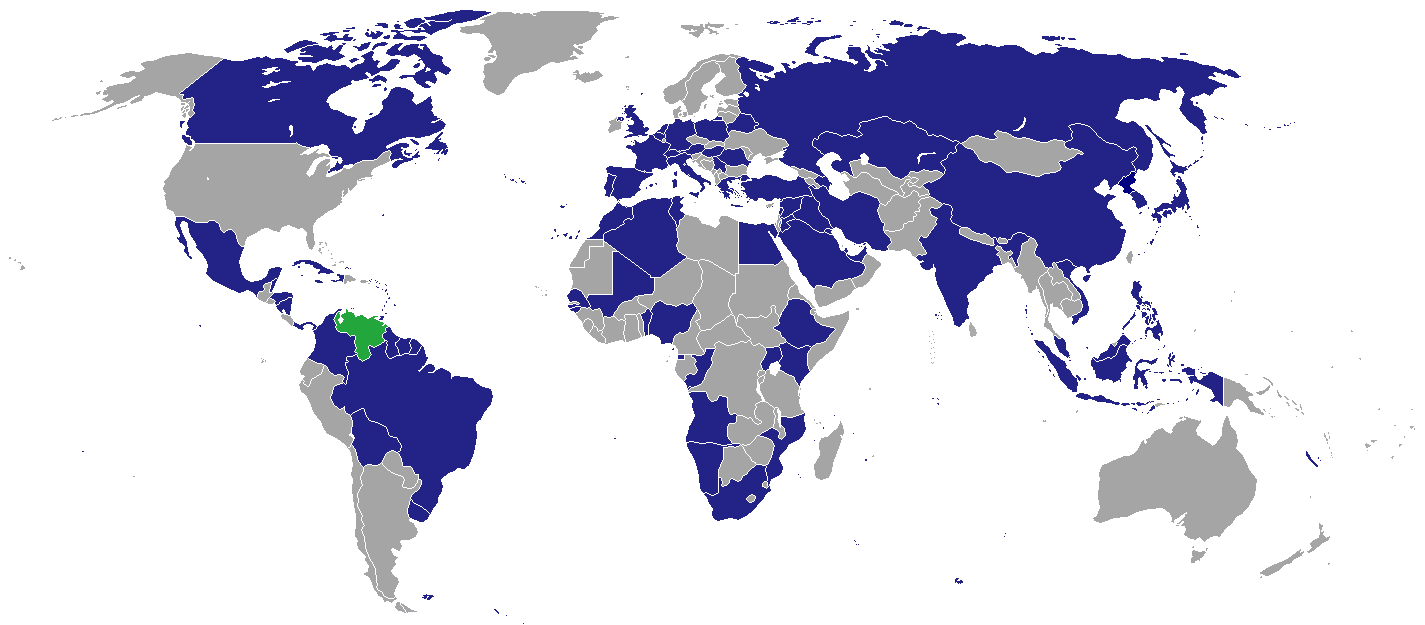
Mapa de misiones diplomáticas de Venezuela.

La Política Exterior de Venezuela está regida por los fundamentos de la constitución de 1999 de ese país que establece los principios de independencia, igualdad entre los Estados, libre determinación y no intervención, solución pacífica de los conflictos, cooperación, respeto a los derechos humanos, solidaridad entre los pueblos y la democratización en la toma de decisiones en los organismos internacionales. Según su constitución Venezuela también debe promover y consolidar la integración latinoamericana y caribeña, el desarme nuclear y el equilibrio ecológico. 
Todos los tratados suscritos deben ser aprobados por la Asamblea Nacional antes de ser ratificados por el presidente de ese país. El poder legislativo es el único que puede autorizar el nombramiento de los jefes de misiones diplomáticas permanentes y el envío de misiones militares fuera de sus fronteras.

## La Independencia

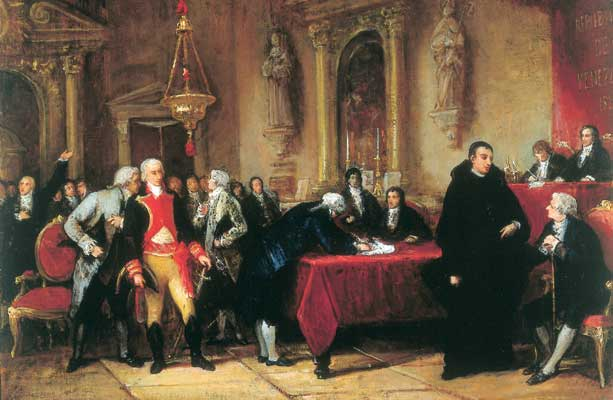
Firma del Acta de Independencia, elaborada por Juan Germán Roscio y Francisco Isnardi, ratificada por el Congreso el 7 de julio de 1811, y pasada al libro de Actas el 17 de agosto de 1811, en Caracas. Cada 5 de julio se celebra como el Día de la Independencia de Venezuela.

El 19 de abril de 1810 la Junta Suprema de Caracas desconoce la autoridad del capitán general Vicente Emparán y se declara defensora de los derechos de Fernando VII de España derrocado por Napoleón Bonaparte.
La Junta de Caracas envió una misión a Londres integrada por Luis López Méndez, Simón Bolívar y Andrés Bello, quienes representaban el ala más radical de la Junta ya que buscaban la independencia total. La misión partió con el objetivo de buscar el apoyo decidido del Reino Unido, éstos fueron recibidos por el secretario de Relaciones Exteriores Sir Arthur Wellesley, quien aceptó mediar con España para buscar autonomía política y libertad económica para Caracas. El apoyo no era político por el conflicto europeo contra Napoleón, en el cual Reino Unido y España eran aliados. 
El 28 de marzo de 1811 el enviado de Caracas a Bogotá José Cortés de Madariaga firma el Acuerdo de Santa Fé, según el cual se garantizaba asistencia militar conjunta y establecía la futura unión entre Nueva Granada y Venezuela, ambas provincias defensoras de Fernando VII. También la misión fue enviada a Estados Unidos integrada por Juan Vicente Bolívar Palacios, hermano del Libertador, José Rafael Revenga y Telésforo Orea  obtienen cierto éxito en interesar al gobierno de dicho país en prestar apoyo a la Junta. Vicente Salias y Mariano Montilla partieron para Curazao, Jamaica y otras islas inglesas en el mar Caribe. Para Trinidad partió Casiano de Medranda pero no tuvo el respaldo de ese gobierno por la dualidad de preservar los derechos del rey español derrocado y la aspiración inminente de independencia.
Sin embargo, el sector de la junta que reclamaba la autonomía total venezolana, logra imponerse y el 5 de julio de 1811 firma la declaración de independencia de los Estados de Venezuela. Inmediatamente el nuevo gobierno se fijó tres objetivos que definieron su política exterior, primero el reconocimiento internacional de la nueva república, luego la obtención de recursos para el movimiento independentista y por último el acercamiento con los otros territorios sublevados a la autoridad española.
Debido a ese distanciamiento claro de Venezuela contra España, la Nueva Granda decidió que no se aplicaría el Acuerdo de Santa Fe. A finales de 1811 en Venezuela se aprobó el Tratado de Alianza y Unión Federativa a la espera de la independencia de Nueva Granada, que no se puso en práctica como tal hasta 1813 cuando ambos inician las luchas conjuntas contra el ejército del Imperio español.
La asistencia no oficial por parte del Reino Unido a la causa independentista era clara en el otorgamiento de créditos y el contrabando de armamento para los patriotas, así como la aceptación de los patriotas que se asilaron en las colonias británicas de América.

## La Gran Colombia

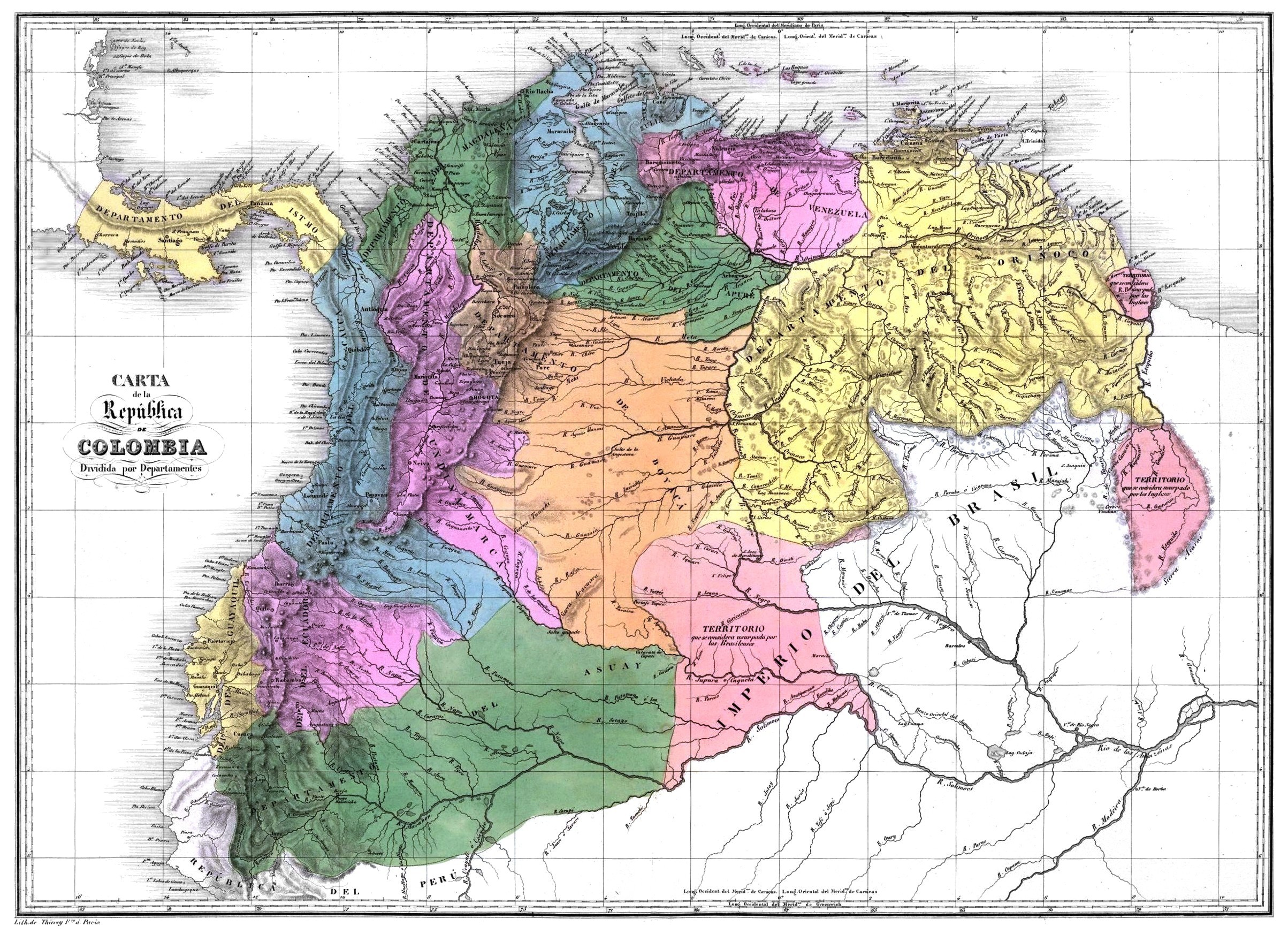
Mapa de la Gran Colombia.

El 7 de agosto de 1819 nace la República de Colombia, luego renombrada por historiadores como la Gran Colombia, aunque en términos reales no se concretó dicho Estado hasta 1821 cuando se libra la última batalla de la Guerra de Independencia de Venezuela. Este nuevo Estado nació del ideal de Francisco de Miranda y Simón Bolívar, quienes pretendían unir las antiguas provincias americanas independizadas de España. 
El primer paso concreto en política exterior que gestionó la República de Colombia fue el Tratado de Armisticio y Regularización de la Guerra, que suponía la suspensión de las acciones bélicas por seis meses. Dicho acuerdo firmado por el Reino de España en noviembre de 1820 representaba el reconocimiento de facto de un nuevo actor internacional.
El gobierno de la Gran Colombia se había trazado como metas de su política exterior el acercamiento de los nuevos Estados independientes, el establecimiento de una confederación americana y la liberación de los territorios ocupados por España en América. El gobierno grancolombiano invitó el 7 de diciembre de 1824 a México, la Provincias Unidas del Centro de América, Perú, Chile, Provincias Unidas del Río de la Plata (Argentina), Brasil y Estados Unidos a un congreso con el fin de establecer la unión de América Meridional. Entre el 22 de junio y el  15 de julio de 1826 se llevó a cabo el Congreso de Panamá en donde sólo México, Centroamérica, Perú, Bolivia y la Gran Colombia firmaron el Tratado de Unión, Liga, y Confederación Perpetua. 
La política exterior de la Gran Colombia resultó en fracaso, ya que el acuerdo firmado en Panamá sólo fue ratificado por ese gobierno y la pretensión de ocupar Cuba y Puerto Rico para anexarlas a la República también se vieron neutralizadas por la negativa del gobierno estadounidense. En mayo de 1830 la República de Colombia se disuelve definitivamente.

## Inicios del período republicano
El 6 de mayo de 1830 Venezuela se separa de la Gran Colombia, desde entonces se forma una república agrícola con una producción apenas excedentaria de café y cacao, que se endeudaba constantemente para resolver sus problemas financieros causados por la inestabilidad interna. Ante ese escenario la política exterior de ese país se orientó en líneas generales en la conservación del Estado libre e independiente de dominación extranjera, la definición de los límites fronterizos, el reconocimiento internacional y la búsqueda de otorgamiento de créditos.

### Reconocimiento y límites
La política exterior de 1830 dirigida por el presidente José Antonio Páez se traza las metas de conservar la independencia de la naciente Venezuela y conservar la integridad territorial del nuevo Estado. Los sucesivos gobiernos venezolanos entre 1830 y 1869 deberán enfrentar las pretensiones económicas y territoriales de las potencias europeas.
La principal preocupación apenas separada Venezuela de la Gran Colombia era evitar una posible invasión de la Nueva Granada, para frustrar los planes secesionistas. En 1831 la tensión entre ambos países baja y finalmente el 10 de marzo de 1832 se reconocen mutuamente como Estados, así se reconfigura el objetivo inmediato de esa política para acercarse amistosamente a la Nueva Granada. 
En 1833 es enviado a Bogotá el Secretario de Relaciones Exteriores de Venezuela, Santos Michelena para firmar un acuerdo de alianza, comercio, navegación y límites luego conocido como Tratado Michelena-Pombo. Si bien el Tratado no fue ratificado por el Congreso de Venezuela, este sirvió para consolidar los lazos entre los dos Estados vecinos. En 1834 los gobiernos de la Nueva Granada y Venezuela acuerdan solucionar el problema del reparto de la deuda. 
Luego de resolver la problemática con la Nueva Granada, Paéz se empeña en buscar el reconocimiento de Francia y el Reino Unido, lográndolo en 1833 y 1834 respectivamente. 
En 1835 se inician relaciones diplomáticas con Estados Unidos durante el gobierno de José María Vargas el cual además adelanta las negociaciones con Brasil para la delimitación fronteriza. Los gobiernos conservadores también buscaron el reconocimiento español, pero éste quería ser indemnizado por la guerra para luego reconocer la República de Venezuela. Finalmente el 30 de marzo de 1845 se firma el Tratado de Paz y Amistad entre Venezuela y España, por el cual esta última reconoce la independencia venezolana.

### Inicio del conflicto en el Esequibo

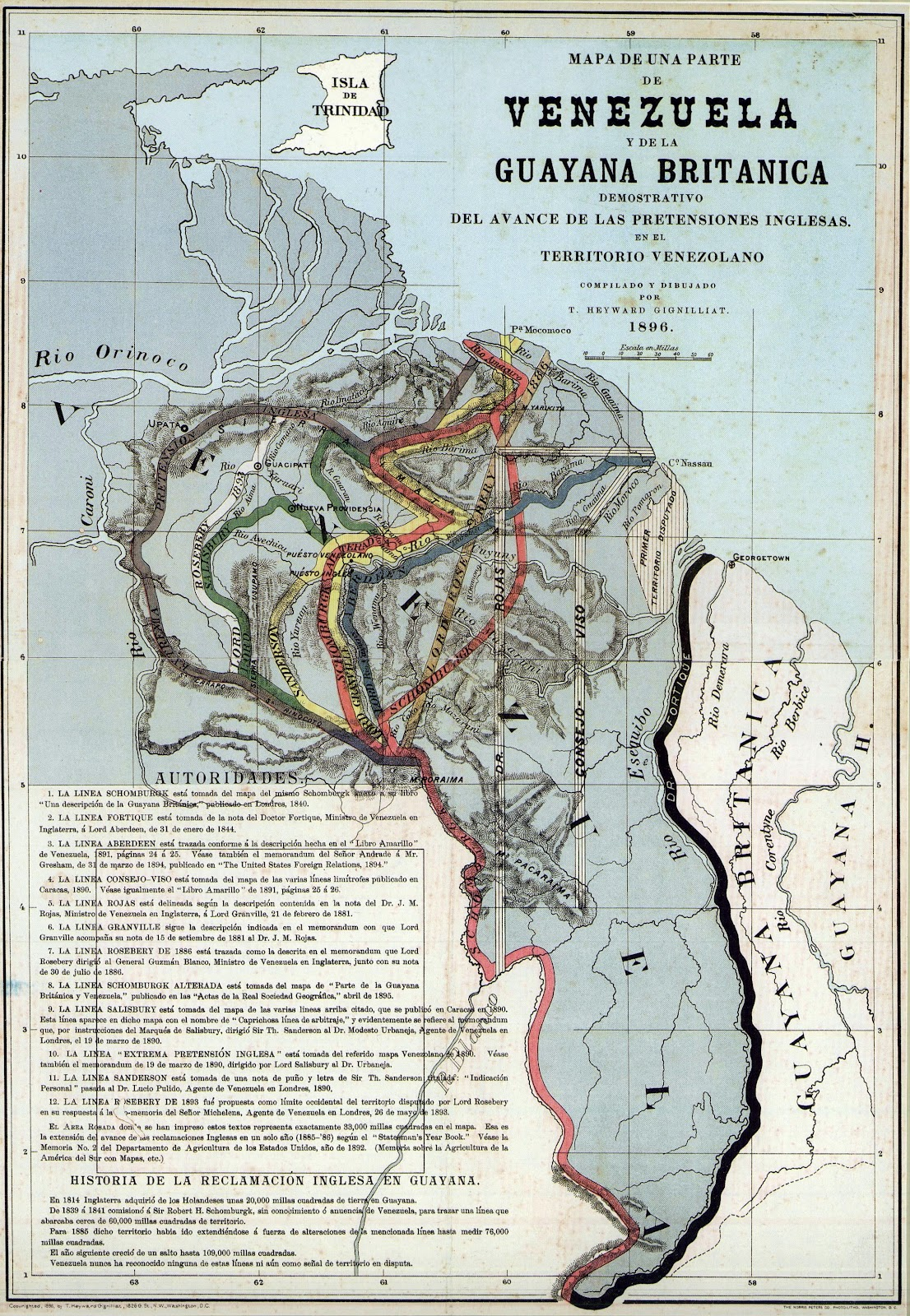
Mapa que muestra:
• La reclamación fronteriza máxima de los británicos.
• El límite actual aproximadamente (disputado).
• La reclamación fronteriza máxima de Venezuela.

En 1835 la Corona británica envía al explorador Robert Schomburgk a la Guayana Esequiba para delimitar el territorio de su colonia con el de Venezuela. Luego de años de exploración y la publicación de varios mapas con distintas modificaciones, el 11 de mayo de 1840 se publica otro mapa que representaba las máximas aspiraciones británicas sobre el Escudo Guayanés. En 1841 Venezuela le propone al Reino Unido la celebración de un tratado de límites, ese año el ministro Plenipotenciario Alejo Fortique, le propone al gobierno británico el establecimiento de límites definitivos y le hace saber la propuesta venezolana de ceder las zonas ya colonizadas por el Reino Unido al oeste del río Esequibo, además de expresar la inconformidad del gobierno venezolano por la colocación de postes por parte de Schomburgk en la zona. George Hamilton-Gordon, entonces Ministro de Colonias del Reino Unido le responde a Fortique diciendo que la colocación de los postes "era meramente una medida preliminar abierta a futura discusión entre los Gobiernos de la Gran Bretaña y Venezuela". 
El 31 de enero de 1842 los británicos acceden a la petición venezolana y deciden remover los postes que habían colocado. El 6 de febrero de 1850 la Escuadra Británica en las Indias Occidentales amenaza con reprender militarmente a Venezuela por presuntamente cometer actos ilegales contra los súbditos británicos, el Vicealmirante Dundonald escribió "Los Gobiernos de los grandes Estados, son castigados por las consecuencias que acarrea una conducta indigna; pero las autoridades pequeñas, desconocidas del mundo, no pueden ser traídas al formidable tribunal de la opinión pública, y se escapan de la reprobación de la posteridad. Por tanto, se debe proceder con ellas de una manera que corrija medidas injuriosas a otras naciones". La carta fue condenada inmediatamente por la cancillería venezolana y a finales de ese año se logró establecer un acuerdo de no ocupación del territorio disputado.

### Ocupación de puertos y presión internacional
La fijación de límites no sólo había sido hostil con el Reino Unido, en 1855 los Países Bajos reclaman la Isla de Aves como suya, en 1856 los holandeses deciden enviar una flota de guerra al puerto de La Guaira enviando además un ultimátum al gobierno venezolano para dar respuesta a sus peticiones sobre la soberanía de la isla y supuestas indemnizaciones a holandeses. El 23 de marzo de 1856 los holandeses retiran su ultimátum y despejan el puerto venezolano. El 5 de mayo de 1858 buques de guerra de Francia y el Reino Unido ocupan La Guaira como medida de presión para reclamar pagos y declaran el bloqueo de los puertos venezolanos. El 28 de agosto de ese año se retiran las dos flotas. El 10 de septiembre de 1860 buques españoles también ocupan La Guaira para reclamar supuestos abusos contra unos setenta españoles en Venezuela, días antes se habían suspendido las relaciones diplomáticas entre ambos Estados. El 12 de agosto de 1861 se restablecieron los lazos tras un acuerdo firmado por los plenipotenciarios Fermín Toro y Saturnino Calderón de Venezuela y España respectivamente.
Durante este período pocos episodios de la política exterior venezolana fueron resueltos sin la presencia de hostilidades por parte de las potencias contra Venezuela, entre ellos destacan el acuerdo firmado el 14 de enero de 1859 entre Venezuela y Estados Unidos, para indemnizar por supuestos perjuicios causados a comerciantes estadounidenses de guano extraído de Isla de Aves; así como la firma del Tratado de Límites y Navegación Fluvial entre Brasil y Venezuela del 5 de mayo de 1859.
El 23 de mayo de 1865 Venezuela busca acercarse a sus vecinos latinoamericanos para evitar la repetición de episodios como la ocupación de los puertos, por ello firma en Lima el Tratado de Unión y Alianza Defensiva y el Tratado sobre Conservación de la Paz con Bolivia, Colombia, Chile, Ecuador, Perú, El Salvador y Guatemala. 
El problema de Isla de Aves quedó definitivamente resuelto en junio de 1865, cuando el Laudo Arbitral de Isabel II de España reconoció la soberanía venezolana sobre esa isla. Pero apenas resuelto ese conflicto surgió otro más en 1866, y nuevamente con el Reino Unido, quien reclamaba la soberanía de Isla de Patos en el Golfo de Paria. Venezuela alegó que la isla pertenecía a su territorio porque el Tratado de 1802 cuando España le concedió la isla de Trinidad al Reino Unido quedó establecido que la cesión era sólo de esa isla.

### Guzmancismo

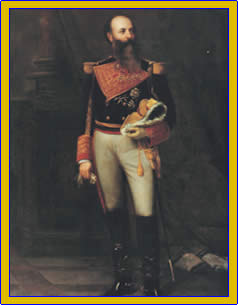
Antonio José Ramón de La Trinidad y María Guzmán Blanco (Caracas, 28 de febrero de 1829 - París, Francia, 28 de julio de 1899), conocido como El Ilustre Americano, fue un militar, estadista, caudillo, diplomático, abogado y político venezolano, partícipe y general durante la Guerra Federal, Vicepresidente, Ministro de distintas carteras y enviado diplomático del gobierno de Juan Crisóstomo Falcón entre (1863-1868) y finalmente Presidente de Venezuela en tres ocasiones (1870-1877, 1879-1884, y 1886-1888).

Cuando Antonio Guzmán Blanco asume la presidencia en 1870 se propone el reordenamiento territorial de Venezuela, el mejoramiento de la posición internacional del país respecto a las potencias y luego la búsqueda de apoyo internacional ante la problemática con el Reino Unido. 
Su principal objetivo inmediato era la solución de límites con Estados Unidos de Colombia específicamente en la Guajira, Páramo del Tama y la Hoya del Orinoco y del río Negro, pero el gobierno colombiano decidió no reconocer el gobierno de Guzmán Blanco hasta 1872, año entonces en el que comenzaron las gestiones con muchas dificultades debido a las posturas presentadas por ambas administraciones.
Las relaciones diplomáticas con Holanda también se vieron afectadas durante algún tiempo, en 1871 se suspendieron relaciones entre ambos Estados a raíz de un incidente con el encargado de negocios neerlandés en Caracas, el cual fue detenido por algunas horas en el puerto venezolano de La Guaira. En 1872 fueron restablecidas las relaciones diplomáticas pero las diferencias entre Holanda y Venezuela persistieron, incrementándose nuevamente en 1874 cuando el gobierno venezolano comprueba la supuesta participación de ciudadanos holandeses provenientes de Curazao, en alteraciones del orden público en Coro y Maracaibo. Por ello Guzmán ordenó el cierre de puertos para el comercio con Curazao, además de la suspensión del pago de la deuda a Holanda; medida que fue respondida el 11 de mayo de 1875 con el envío de naves de guerra a La Guaira, si bien el hecho ya se había repetido antes, el gobierno de Guzmán Blanco decidió enviar 1000 soldados a la costa. Poco después el incidente fue superado y se normalizaron relaciones diplomáticas.

## Llegada del capital internacional
Para 1900 Venezuela era un país agrícola empobrecido, altamente endeudado y estaba bajo el control de Cipriano Castro armando un gobierno que había llegado al poder con la llamada Revolución Liberal Restauradora y apenas tenía dos meses en el poder.
Desde la separación de Venezuela de la Gran Colombia, el país se había mantenido al margen de conflictos extranjeros salvo los litigios con Inglaterra por el Esequibo, pero Castro tenía entre sus planes la restauración de una confederación junto a Colombia y Ecuador. Si bien Estos planes no se sabía como se ejecutarían, coincidieron con un conflicto interno en Colombia, que llevó a Venezuela a apoyar al bando liberal en la Guerra de los Mil Días involucrando al ejército venezolano junto a guerrillas liberales colombianas que desembocaron en la invasión por parte de Colombia a San Cristóbal en el territorio venezolano en 1901 dejando como resultado la derrota de los invasores. Ante ello la respuesta de Castro fue invadir el norte colombiano por La Guajira esta vez resultando en una derrota venezolana. 
Tras el fracaso del intento de proyecto integracionista Castro se vio amenazado por un conflicto interno conocido como la Revolución Libertadora, financiada por compañías transnacionales y banqueros venezolanos que buscaban derrocar el gobierno y que no tuvo éxito alguno, pero fue el primer hecho que demostró que se estaba iniciando una nueva era para Venezuela, se comenzaban a instalar las empresas de capital internacional y que determinarían por medio siglo algunos lineamientos de la política económica venezolana.
En 1902 los reclamos de las potencias europeas por el pago de la deuda eran cada vez mayor y llegaron a su nivel más elevado cuando Venezuela no cumplió con los desembolsos y Alemania, Inglaterra e Italia decidieron bloquear con cruceros militares y cañoneros los principales puertos venezolanos exigiendo el pago inmediato de la deuda así como indemnizaciones para ciudadanos europeos residentes en el país afectados por los conflictos internos venezolanos. Para sofocar la amenaza, Castro recurre a Estados Unidos, solicitando la aplicación de la Doctrina Monroe que establecía que la intervención de los Estados europeos en América sería visto como un acto de agresión que requeriría la intervención de EE. UU. Por su parte la incipiente potencia norteamericana se sentó a negociar con los europeos en nombre de Venezuela dando como resultado el fin del bloqueo en 1903 con la firma de los Protocolos de Washington que establecieron el pago de la deuda con parte de los ingresos aduaneros.
En 1906 Castro castiga a las firmas internacionales involucradas en la Revolución Libertadora al punto que se rompen relaciones con Estados Unidos y luego con Francia y Holanda por diferencias de la deuda. En 1908 Cipriano Castro es derrocado y asume el poder Juan Vicente Gómez, un caudillo que antes era aliado de Castro pero que a diferencia de éste contaba con el apoyo de las transnacionales y del gobierno de Estados Unidos.
Desde la llegada al poder de Gómez es que se inicia un verdadero lineamiento de política exterior venezolana, ya que previamente desde el inicio de la etapa republicana se habían formulado directrices generales para esta área. El nuevo gobierno traza la nueva estrategia en relaciones internacionales, basadas en la no intervención de asuntos extranjeros y la buena vecindad con los países fronterizos. Así se reanudan relaciones con Colombia, Estados Unidos, Francia y Holanda y además se firman acuerdos con las compañías estadounidenses afectadas por las decisiones de castro de 1906. 
A partir de 1914 comienza con fuerza la exploración y posterior explotación de petróleo en Venezuela de parte de empresas de capital internacional que solo se ve parcialmente limitada tras el estallido de la Primera Guerra Mundial. Con la llegada de la guerra el presidente Gómez intenta convocar a un Congreso Mundial de Neutrales pero sus llamados no tienen ningún resultado, al ingresar las tropas estadounidenses en el conflicto presionan a Venezuela para sumarse a los aliados, pero el gobierno no cede y mantiene su neutralidad hasta el final de la Gran Guerra. Al finalizar la guerra se debatió internamente la posibilidad de ingresar en una nueva estructura internacional, ya que se temía perder la neutralidad que desde hace una década proclamaba Gómez, pero finalmente se decidió suscribir el acuerdo para el establecimiento de la Sociedad de Naciones siendo Venezuela uno de los Estados fundadores. 
En 1923 Venezuela rompe relaciones con México, debido al apoyo de ese gobierno a insurgentes venezolanos, las relaciones no volverían a normalizarse hasta 1931.

## Consolidación democrática
El restablecimiento del sistema democrático de gobierno en 1958 genera cambios significativos en la política exterior de Venezuela, ésta estuvo enmarcada dentro de la Constitución de 1961 y se concentró en tres lineamientos básicos, democracia, petróleo y presencia internacional activa.
Para entonces se proclamaba el carácter democrático del Estado y la defensa de ese sistema para los países latinoamericanos, la integración económica y la cooperación internacional, por otra parte el petróleo fue un elemento clave de esta etapa y por último la política exterior activa que logró ese país se debido al énfasis en las identidades andina, caribeña, amazónica y tercermundista de Venezuela.

### Doctrina Betancourt
Tras el ascenso al poder de Rómulo Betancourt en 1959 al ganar la presidencia de la república en elecciones libres, el gobierno venezolano comienza a reafirmarsus aspiraciones de consolidar y defender un sistema democrático-representativo para el país. Betancourt dijo en su discurso de instalación ante el Congreso Nacional. 

Regímenes que no respeten los derechos humanos, que conculquen las libertades de sus ciudadanos y los tiranicen con respaldo de policías políticas totalitarias, deben ser sometidos a [un] riguroso cordón sanitario y erradicados mediante acción pacífica colectiva de la comunidad jurídica interamericana.
Rómulo Betancourt (Presidente de Venezuela)

La nueva estrategia del gobierno se circunscribía únicamente a la región como un instrumento a través del cual se asegurase la defensa de los nuevos regímenes democráticos de América Latina, frente a las señaladas amenazas que representaban los intereses de la URSS y las dictaduras militares apoyadas por Estados Unidos. La Doctrina Betancourt sugería que el Estado venezolano debía negarse a reconocer a gobierno alguno de la región que no hubiese surgido de un proceso democrático. Según la misma, se buscaba la legitimación internacional, promoción y firme compromiso del Estado venezolano con la democracia.
La primera vez que Venezuela intentó aplicar la doctrina fue en 1960, luego del fallido atentado contra el presidente Betancourt en Caracas, organizado por el dictador dominicano Rafael Leónidas Trujillo.  La cancillería venezolana llevó el caso hasta la OEA intentando promover duras sanciones y ruptura de relaciones diplomáticas contra República Dominicana, sin embargo, el dictador era apoyado plenamente por el gobierno estadounidense. Tras dos meses de deliberaciones y negativas de Estados Unidos a aceptar la propuesta venezolana en la OEA, el 21 de agosto de 1960 se firmó la resolución conjunta que acordaba el rompimiento de relaciones diplomáticas de todos los Estados miembros de la OEA con Dominicana así como la aplicación de sanciones económicas y militares a ese país.
Desde 1960 Estados Unidos presionaba a los gobiernos latinoamericanos para sancionar al gobierno de Fidel Castro en Cuba, tras las expropiaciones de empresas estadounidenses. En 1961 Venezuela rompió relaciones con Cuba justificando la aplicación de la Doctrina Betancourt. Finalmente en 1962 la OEA por iniciativa de EE. UU. decidió la expulsión de Cuba por considerar que el marxismo-leninismo eran incompatibles con el sistema interamericano. 
La aplicación de la Doctrina Betancourt significó por otra parte el aislamiento de Venezuela respecto al resto de países de América Latina al romper con dictaduras militares, Perú en 1962, Argentina, Guatemala, Haití, Ecuador, República Dominicana y Honduras en 1963. El gobierno siguiente de Raúl Leoni mantendría esta postura hasta el final de su mandato 1969 pero fue dejada de lado por el nuevo Jefe de Estado, Rafael Caldera ya que se consideraba que no había cumplido los objetivos principales que consistían en aislar los gobiernos surgidos de golpes de Estado, que para entonces eran los prevalecientes en la región. Esta doctrina serviría de base para la Carta Democrática Interamericana y el Compromiso con la Democracia de Mercosur más conocido como Ushuaia II que establecen el aislamientos de regímenes surgidos por golpes de Estado.

### El pluralismo ideológico
El inicio del gobierno del demócrata cristiano Rafael Caldera en 1969 significó el cambio de la línea de la política exterior venezolana que había establecido Acción Democrática por poco más de 10 años; Caldera se concentró inicialmente en restablecer los lazos diplomáticos con los países latinoamericanos tras la aplicación de la Doctrina Betancourt. La cancillería venezolana decidió iniciar rondas de acercamiento internacional sin distingo de su postura ideológica. Se retomaron relaciones diplomáticas con dictaduras de derecha e izquierda, así como también se restablecieron relaciones con la URSS y China, Venezuela ingresó en el Pacto Andino en 1973 y el acercamiento al Movimiento de Países No Alineados.
En 1974 vuelve al poder el partido Acción Democrática tras el triunfo de Carlos Andrés Pérez, pero esto no supuso la vuelta a la Doctrina Betancourt, ese mismo año se restablecieron relaciones diplomáticas con Cuba. En 1976 Venezuela decidió romper relaciones diplomáticas con Uruguay tras un incidente en la embajada venezolana en Montevideo, cuando la policía de aquel país ingresó de manera violenta a la sede de la delegación para atrapar a una ciudadana uruguaya que pedía asilo. Venezuela no retomaría relaciones con Uruguay hasta la caída de la dictadura de ese país en 1985. 
Desde la década de 1980 los gobiernos venezolanos centraron su interés en Centroamérica y el Caribe, creando como parte de la llamada diplomacia petrolera el Acuerdo de San José, un pacto junto a México para el suministro de petróleo a países de esa región con mecanismos financieros más flexibles. En 1983 Venezuela participó activamente como mediador de los conflictos armados en Centroamérica bajo una iniciativa conocida como el Grupo Contadora, que daría sus frutos más adelante con el Acuerdo de Paz de Esquípulas que puso fin a esos conflictos.

## Reconocimiento internacional
| Estado                               | Reconocimiento           | Notas |
| ------------------------------------ | ------------------------ | --- |
| Estado de Israel                     | 14 de mayo de 1948       | |
| República Popular China              | 28 de junio de 1974      | No era reconocida hasta 1974, ni existía oficina de representación |
| República Árabe Saharaui Democrática | 3 de agosto de 1982      | |
| Estado de Palestina                  | 27 de abril de 2009      | En 1998 reconoció a la OLP como representante legítimo del pueblo palestino. |
| República de Osetia del Sur          | 10 de septiembre de 2009 | |
| República de Abjasia                 | 10 de septiembre de 2009 | |
| República Popular de Donetsk         | 23 de febrero de 2022    | |
| República Popular de Lugansk         | 23 de febrero de 2022    | |
| República de China (Taiwán)          | No reconocida            | Venezuela dejó de reconocer al gobierno de Taipéi como interlocutor oficial de China en 1974, desde entonces Taiwán estableció una oficina de representación hasta 2009 por las represalias del gobierno venezolano |
| República de Kosovo                  | No reconocida            | |